# (4707) Chrysès
(4707) Chrysès, désignation internationale (4707) Khryses, est un astéroïde troyen jovien.

## Description
(4707) Chrysès est un astéroïde troyen jovien, camp troyen, c'est-à-dire situé au point de Lagrange L5 du système Soleil-Jupiter. Il présente une orbite caractérisée par un demi-grand axe de 5,183 UA, une excentricité de 0,124 et une inclinaison de 7,1° par rapport à l'écliptique.
Il est nommé en référence au personnage de la mythologie grecque Chrysès, acteur du conflit légendaire de la guerre de Troie.